# Rignomer
Rignomer (? - 509) was een vorst (koning of hertog) van de Salische Franken. Hij was een broer van Ragnachar en Ricchar en een bloedverwant van Chlodovech van het geslacht der Merovingen. 

## Geschiedenis
Rignomer regeerde vanuit Le Mans over zijn vorstendom dat in Noord-Gallie was gevestigd. Hij werd evenals zijn broers slachtoffer van Chlodovech in diens streven om koning van alle Franken te worden. Omstreeks 509 werd hij in een hinderlaag gelokt en vermoord. Zijn vorstendom werd toegevoegd aan het grondgebied van Chlodovech.